# Syzygium sclerophyllum
Syzygium sclerophyllum là một loài thực vật có hoa trong Họ Đào kim nương. Loài này được Thwaites miêu tả khoa học đầu tiên năm 1859.